# Fuchsbach (Tiefenbach)
Der Fuchsbach ist ein 11⁄4 km langer Bach des Mainhardter Waldes im Gebiet der Gemeinde Wüstenrot im baden-württembergischen Landkreis Heilbronn. Nach ostsüdöstlichem Lauf fließt er wenig östlich der Ortsgrenze des Dorfes Wüstenrot mit dem Rößbach zum Tiefenbach zusammen.

## Geographie

### Verlauf
Die Quelle des Fuchsbaches ist der Fuchsbrunnen, der in einer Lücke der Ortsbebauung des Dorfes Wüstenrot im Gewann Fuchswiesen nahe dem Sackende der Kneippstraße auf etwa 490 m ü. NHN entspringt und sogleich einen angestauten Quellteich von unter 0,1 ha Größe speist. Quelle und Teich liegen in einem Feldgehölz.
Der abfließende Fuchsbach läuft durchweg etwa ostsüdostwärts, zunächst in diesem sumpfigen Gehölz, das sich über 150 Meter lang fast bis zur Löwensteiner Straße (L 1090) fortsetzt, die der Bach neben einem Discounter-Parkplatz unterquert. Auf der anderen Straßenseite grenzt an den weiter von einer Baumgalerie begleiteten, recht geradlinig laufenden Bach rechtsseits ein Sportgelände, auf den begleitenden Hügeln stehen etwas entfernter weiterhin Siedlungshäuser des Dorfes. Nach einer Überfahrt wird die Begleitgalerie lückenhafter, bis der Bach schließlich schnurgerade in der Wiesenflur der Öhringer Wiesen läuft.
In dieser mündet von Südwesten her der einzige Zufluss, ein weniger als einen halben Kilometer langes Bächlein, das inmitten eines Wiesenkeils zwischen Häuserzeilen auf den es begleitenden Hügeln verläuft. Danach in den Langwiesen beginnt der Fuchsbach zu pendeln, abschnittsweise steht wieder eine Baumreihe am Lauf, bis zur ersten Lücke vor allem aus Waldbäumen.
Der Bach entfernt sich nun von den Häusern der geschlossenen Bebauung von Wüstenrot und durchfließt bald, teils verdolt, ein außerörtliches Einzelanwesen am Finsterroter Weg aus neuerer Zeit und nach diesem einen über 0,2 ha großen, aber derzeit (2023) meistenteils verlandeten oder auch abgelassenen Teich.
Gleich nachdem er das Verbindungsstück zweier rechts und links inzwischen nah begleitender Feldwege unterquert hat, vereint er sich in einem beginnenden Wäldchen auf etwa 465 m ü. NHN von links mit dem aus dem Südwesten kommenden Rößbach zum Tiefenbach. Sein Bachlauf endet nach einem 1,2 km langen Weg mit etwa 20 ‰ mittlerem Sohlgefälle rund 25 Höhenmeter unterhalb des Fuchsbrunnens.

### Einzugsgebiet
Das Einzugsgebiet des Fuchsbachs ist etwa 1,1 km² groß und liegt, naturräumlich gesehen, im Hinteren Mainhardter Wald, dem größeren Teil der Unterraums Mainhardter Wald der Schwäbisch-Fränkischen Waldberge; im Westen grenzt es an den Teilraum Südwestliche Löwensteiner Berge des Unterraums Löwensteiner Berge.
Der westliche Teil der Gesamtwasserscheide ist der bedeutendste, denn an ihr erreicht diese mit den 561,1 m ü. NHN erreichenden Gipfeln der Schwarzjura-Kuppen Stangenberg nahe dem Nordwest- und Raitelberg nahe dem Südwesteck seine größten Höhen. Zudem entwässert das Gebiet jenseits im Südwesten über den Buchenbach, im übrigen Westen über den Stangenbach zur „Spiegelberger“ Lauter. Deren Wasser erreicht über die Murr viel weiter aufwärts den Neckar als das der Fichtenberger Rot, die diesem letztlich den Abfluss des Fuchsbachs selbst wie aller anderen Konkurrenten über den Kocher zuführt. So entwässern zu ihr ein kurzer namenloser Waldbach im Nordwesten und im übrigen Norden der Bach durch den Altensee, ihr der kurz vor dem Tiefenbach zufließt, welcher den Fuchsbach als linken und den Rößbach als rechten Oberlauf hat, dessen Einzugsgebiet im gesamten Süden angrenzt. 
Wald gibt es kaum, wenig am Stangenberg und sehr wenig am Raitelberg. Siedlungsgebiet des Dorfes Wüstenrot nimmt den größten Gebietsanteil ein. In der offenen Flur gibt es fast nur Wiesen und nur sehr wenig Ackerflächen. Das Gebiet liegt in der zentralen Teilgemarkung der Gemeinde Wüstenrot und ist nur mit einem großen Teil des Dorfes und dem beim Verlauf genannte mündungsnahe Einzelanwesen in Satellitenlage besiedelt.  

### Zuflüsse und Seen
Liste der Zuflüsse und  Seen von der Quelle zur Mündung. Gewässerlänge, Seefläche, Einzugsgebiet und Höhe nach den entsprechenden Layern auf der Onlinekarte der LUBW. Andere Quellen für die Angaben sind vermerkt.
Ursprung des Fuchsbachs auf etwa 490 m ü. NHN ist der Fuchsbrunnen nahe dem Ende der Kneippstraße in Wüstenrot.
- Quellteich gleich am Fuchsbrunnen auf etwa 489 m ü. NHN, unter 0,1 ha.
- (Zufluss aus Richtung der Wüstenroter Kilianskirche), von rechts und Südwesten auf etwa 472 m ü. NHN, ca. 0,4 km[LUBW 8] und ca. 0,5 km². Entsteht auf etwa 480 m ü. NHN etwa 0,2 km ostnordöstlich der Kirche. Unbeständig.
- Durchfließt auf ca. etwa 466 m ü. NHN einen Teich, über 0,2 ha. Größtenteils verlandet oder abgelassen (Stand 2023).

Zusammenfluss des Fuchsbachs von links und Westnordwesten und auf etwa 465 m ü. NHN östlich eines Einzelanwesens vor dem Ostrand von Wüstenrot mit dem von Südwesten kommenden Rößbach zum Tiefenbach. Der Bach ist ca. 1,2 km lang und hat ein ca. 1,1 km² großes Einzugsgebiet.

## Geologie
Im größten Teil des Einzugsgebietes steht Stubensandstein (Löwenstein-Formation) an. Noch im Westrand des Siedlungsbereichs von Wüstenrot und westlich davon streicht am noch flachen Hang Knollenmergel (Trossingen-Formation) aus, die regional höchste Schicht des Keupers. Im steileren Anstieg zu den Schwarzjura-Kuppen Stangenberg und Raitelberg folgt Psilonotenton, deren wiederum flachere Kuppenhöhen von Angulatensandstein bedeckt sind.

## Schutzgebiete
Fast das gesamte Einzugsgebiet liegt im Wasserschutzgebiet „Wüstenrot – Mainhardter Feld“, insgesamt gehört es zum Naturpark Schwäbisch-Fränkischer Wald.

## Tourismus
Der Weitwanderweg Georg-Fahrbach-Weg des Schwäbischen Albvereins kreuzt den Fuchsbach auf der Löwensteiner Straße in Wüstenrot. Ein mit blauem Punkt markierter Weg des Vereins von Eichelberg ins Lautertal durchläuft am diesseitigen Fuß des Stangenbergs und dann am Westrand des Dorfes das Einzugsgebiet. 

### LUBW
Amtliche Online-Gewässerkarte mit passendem Ausschnitt und den hier benutzten Layern: Lauf und Einzugsgebiet des Fuchsbachs

Allgemeiner Einstieg ohne Voreinstellungen und Layer: Daten- und Kartendienst der Landesanstalt für Umwelt Baden-Württemberg (LUBW) (Hinweise)
1. 1 2 3  Höhe nach dem Höhenlinienbild auf dem Hintergrundlayer Topographische Karte.
2. 1 2  Länge nach dem Layer Gewässernetz (AWGN), ergänzt um ein kleines, auf der Gewässerkarte nicht berücksichtigtes Anfangsstück, das auf dem Hintergrundlayer Topographische Karte abgemessen wurde.
3. 1 2  Einzugsgebiet abgemessen auf dem Hintergrundlayer Topographische Karte.
4. ↑  Natur teilweise nach dem Layer Geschützte Biotope.
5. ↑  Höhe nach grauer Beschriftung auf dem Hintergrundlayer Topographische Karte.
6. ↑  Länge nach dem Layer Gewässernetz (AWGN).
7. ↑  Seefläche nach dem Layer Stehende Gewässer.
8. ↑  Länge abgemessen auf dem Hintergrundlayer Topographische Karte.
9. ↑  Schutzgebiete nach den einschlägigen Layern.

### Andere Belege
1. ↑  Wolf-Dieter Sick: Geographische Landesaufnahme: Die naturräumlichen Einheiten auf Blatt 162 Rothenburg o. d. Tauber. Bundesanstalt für Landeskunde, Bad Godesberg 1962. → Online-Karte (PDF; 4,7 MB)
2. ↑  Geologie nach den Layern zu Geologische Karte 1:50.000 auf: Mapserver des Landesamtes für Geologie, Rohstoffe und Bergbau (LGRB) (Hinweise)